# 東方三博士の礼拝 (ヴェロネーゼ、ロンドン・ナショナル・ギャラリー)
『東方三博士の礼拝』（とうほうさんはかせのれいはい、伊: L'Adorazione dei Magi, 英: The Adoration of the Kings）は、イタリア、ルネサンス期のヴェネツィア派の画家パオロ・ヴェロネーゼが1573年に制作した絵画である。油彩。『新約聖書』「マタイによる福音書」2章で語られているイエス・キリストが誕生した際のエピソード、東方三博士の礼拝を主題としている。ヴェネツィアのサン・シルヴェストロ教会のために制作された作品で、円熟期のヴェロネーゼ作品に典型的な壮大かつ演劇的表現によって描かれている。祭壇画としてではなく、教会の身廊脇の祭壇の横に吊るすために制作された。現在はロンドンのナショナル・ギャラリーに所蔵されている。ハールレムのタイラース美術館には習作素描が所蔵されている。また多くの異なるバージョンが知られており、同時期の作品がヴィチェンツァのサンタ・コローナ教会に所蔵されている。

## 主題
「マタイによる福音書」2章によると、ベツレヘムでイエス・キリストが生まれたとき、空に偉大な王が生まれたことを告げる星が現れた。遠く離れた東方の地で星を見た3人の博士たちは、王の誕生を祝福するためにエルサレムを訪れ、ヘロデ王にユダヤ人の王として生まれた赤子がどこにいるのかと尋ねた。ヘロデ王は不安になり、司祭長や学者たちを集めてメシアがどこに生まれるのかを問い質した。すると彼らは「ベツレヘムに生まれる」と答えた。そこでヘロデ王は博士たちに子供を見つけたら知らせてくれるよう頼み、ベツレヘムに送り出した。博士たちが出発すると、以前見た星が現れて先導し、イエスがいる家の場所で止まった。博士たちが家に入ると聖母マリアと幼いイエスを発見した。彼らはイエスを礼拝し、黄金、乳香、没薬を捧げたのち、夢のお告げに従ってヘロデ王に会わずに帰国した。

## 制作経緯
本作品はサン・シルヴェストロ教会の、聖ヨセフの祭壇の左側に設置するために制作された。祭壇はほとんど奥行きがなかったため、絵画は側壁ではなく身廊の壁に設置された。身廊をキャンバス画で覆うことは当時のヴェネツィアではよくあり、しばしば同信会がこれらの絵画の後援者となった。聖ヨセフの祭壇は聖ヨセフの同胞団（Confraternity）であったサン・ジュセッペ同信会（Scuola di San Giuseppe）が所有していたので、おそらくサン・ジュセッペ同信会によって発注された。彼らは他の祭壇の所有者たちのように貿易を基盤とする人々ではなかったが、本質的に献身的であり、女性の会員も含まれていた。

## 作品

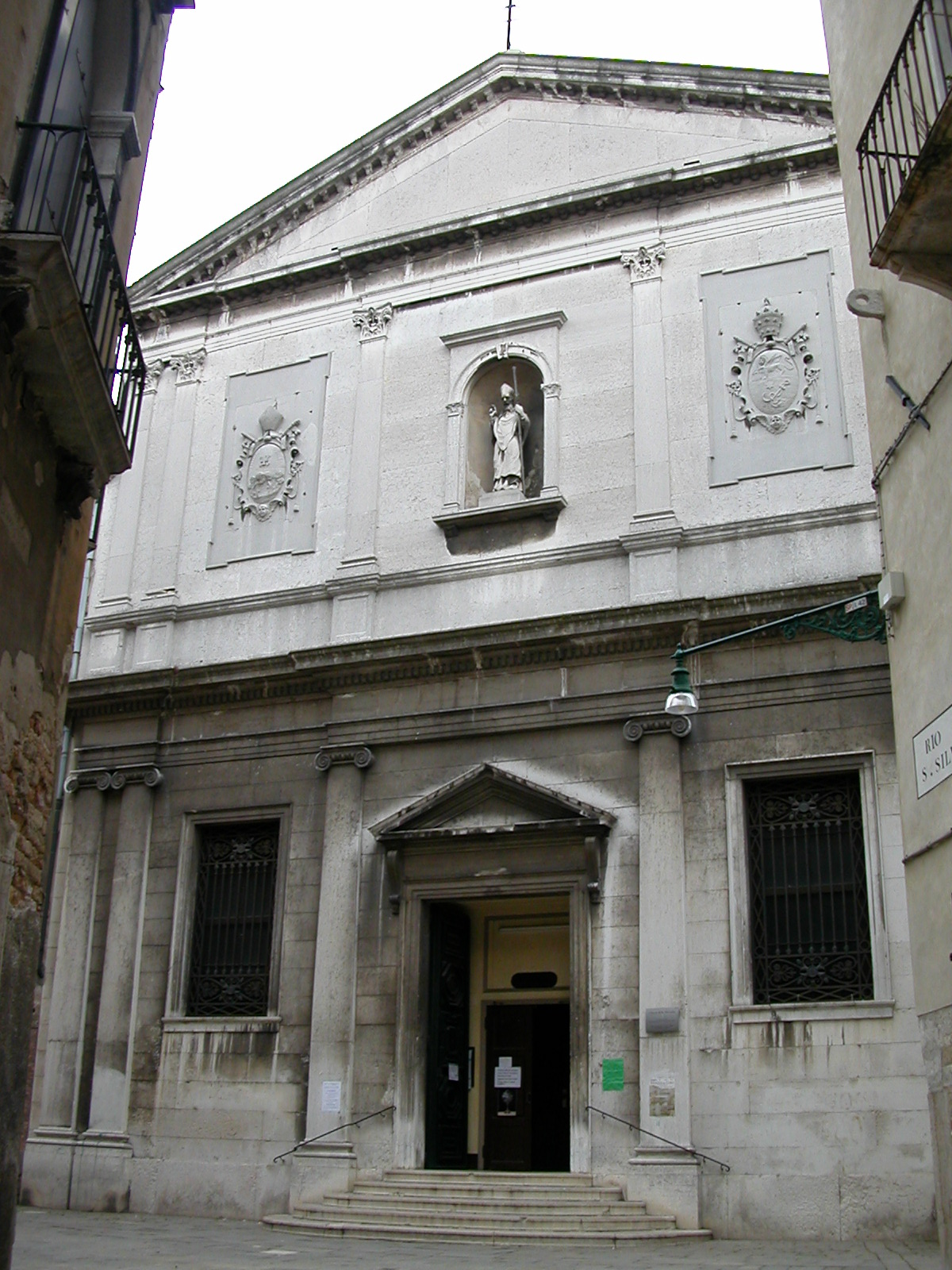
サン・シルヴェストロ教会のファサード。

東方の三博士は幼子キリストを礼拝するため馬小屋を訪ねている。3人のうち最年長のメルキオールが敬意を表してひざまずき、幼児キリストの足にキスをしようとしている。カスパールもまた、乳香の入った容器を手に取った小姓とともにひざまずいて祈り、黒人として描かれた若いバルタザールは、その背後で没薬の入った容器を左手に持って立っている。画面左上からキリストに降り注ぐ神秘的な光とともに天使たちが現れている。この天の光によって支配的な対角線が形成され、幼児キリストを礼拝するメルキオールと聖ヨセフによって形成された対角線とぶつかり、交差する場所に聖母マリアと幼児キリストが配置されている。聖母の横の子羊たちはキリストが人類の救いのために犠牲にされる「神の子羊」であるという考えを表し、巨大な遺跡に建てられた馬小屋はキリスト教が異教に取って代わったことを表している。
聖母のポーズは、ヴィチェンツァのサンタ・コローナ教会のために制作した同主題の作品と共通しているが、衣服の衣文は異なっている。これは両絵画がおそらく同じ小さな素描に基づいて制作されたことを意味しており、おそらくヴェロネーゼの工房で同時に描かれた。

### 構図
東方三博士の礼拝は宗教芸術において非常に一般的な主題であった。本作品は聖ヨセフの信心会によって発注されたため、主題として選択されたことは間違いない。聖ヨセフは構図の中で特別目を引く存在というわけではなく、牛の上方の胴蛇腹に右腕を預けて壁にもたれかかっているが、主要人物によって形成される構図の対角線の頂点に配置されている。ヴェロネーゼは彼の絵画の多くに登場する宗教的人物や歴史上の人物のように、大げさで舞台的な衣装や三博士を描写することを楽しんでおり、彼らは同時代のヴェネツィアのエリートの服装を反映しているが、実際に着用されるものよりも贅沢で空想的な、非常に大げさにローブを着ている。ヴェロネーゼの衣装は劇場の衣装を元にしていることが示唆されており、彼もその衣装のために図面を作成した。
荒廃した古典的な神殿の壮大な建築学的な舞台設定も、建築学について真剣に関心を持っていたヴェロネーゼの典型であるが、ローザンドは、ヴェロネーゼの大画面の絵画の舞台設定は、実際の建築物と詳細に比較してみるよりも（この時期には非常に手の込んでいることが多かった）入市式やその他の機会のための演劇の舞台風景または一時的な記念碑の装飾として考えたほうがよいと示唆している。キリスト降誕のシーンはこうした舞台が与えられることが非常に多く、画家の手腕を誇示することとは別に、中世の伝説を思い出させるものとして機能した。すなわちヤコブス・デ・ウォラギネの『黄金伝説』の中で、キリストが誕生した夜、ロムルスの像が安置されるはずだったローマのマクセンティウス公会堂が部分的に倒壊し、今日まで現存する印象的な遺跡の姿で残ったと報告されている。

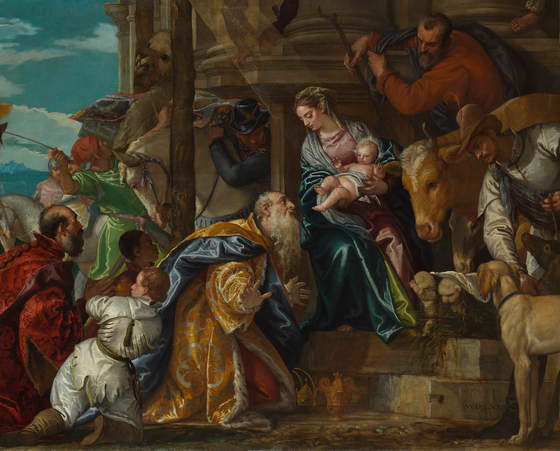
メインとなる登場人物のグループ（ディテール）。

廃墟となった神殿はユダヤ法の古い契約が荒廃した状態を表すという別の意味があった。その表現の起源は古代後期からほとんど変化がなかったキリスト降誕の簡素な馬小屋が、ロマネスク様式の精巧な廃墟の神殿へと発展した15世紀の初期フランドル派の絵画に遡る。イタリアの作品では、古代世界および多くの地域に残る遺跡に対する関心の高まりを反映して、こうした神殿の建築は古典的なものになった。

### 帰属
画面右下隅の石段のわずかながら最下段に描かれた1573年という制作年を疑う理由はないと思われる。絵画がロンドンに持ち込まれて以来、ヴェロネーゼが制作に関与した度合いについて様々な見方がなされてきた。ヴェロネーゼがわずかでも完成作に触れたことを疑う研究者がいる一方で、画面の多くの人物像が主にヴェロネーゼによって描かれたと信じる研究者もいる。一般的に、ヴェロネーゼが詳細な下絵を担当し、随所に見られる下絵にそれが反映されており、ほとんど変更せずに踏襲されていることが認められている。美術史家セシル・グールドは、ヴェロネーゼが1573年に巨大な『レヴィ家の饗宴』（Convito in casa di Levi）や大作『ロザリオの聖母』（Madonna del Rosario）などの作品（いずれも現在ヴェネツィアのアカデミア美術館所蔵）をも完成させていることを最初に指摘し、「この事実だけでも、工房の参加が多かったという考えを裏付けるだろう」と示唆している。

ヴェロネーゼの1573年の作品『レヴィ家の饗宴』。アカデミア美術館所蔵。

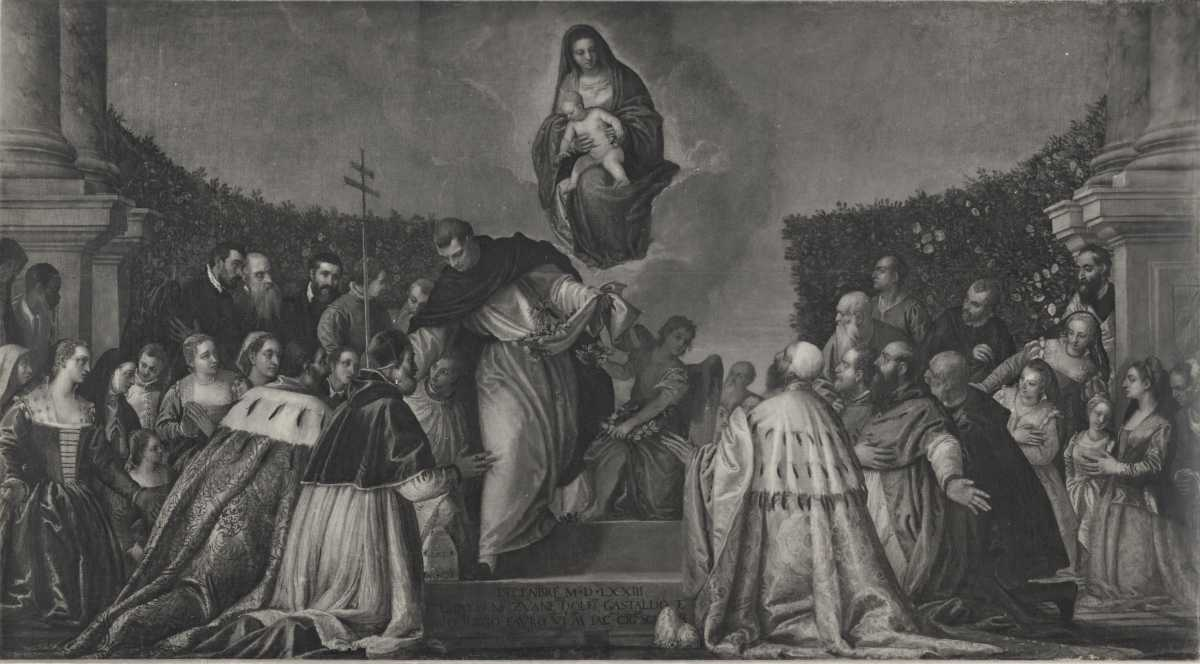
同じく『ロザリオの聖母』。同美術館所蔵。

ニコラス・ペニーは、画面の大部分が「ヴェロネーゼの工房のより有能な作品の特徴を示しているが、2人の老いた賢者の頭部はこれまでに描かれたヴェロネーゼの中で最も素晴らしい部類に入る」としている。聖母やカスパールの顔などのいくつかの領域の様式や、この主題の「絵画において決して必須ではない」ものであり「もう1つの顕著なバッサーノ様式の特徴」である牛やロバといった側面について、何人かの研究者はヤコポ・バッサーノないし彼の工房の誰かが本作品の制作に協力したと示唆している。これらとは別に、画面には馬、2頭の子羊、2頭の犬、1頭のラクダが含まれている。ヴェロネーゼは動物を描いた歴史画を専門としたバッサーノを尊敬していたことで知られる。

## 来歴
完成したヴェロネーゼの絵画は数多くの重要な絵画を所有する教会に運ばれ、聖ヨセフの祭壇の隣に設置された。次の世紀にはこの祭壇にヨハン・カール・ロトが制作し、現在も教会に残っている、生まれたばかりのイエス・キリストを父なる神に差し出す聖ヨセフという珍しい主題を描いた祭壇画が与えられた。ヴェロネーゼの絵画はジョヴァンニ・ストリンガ（Giovanni Stringa）が1604年に改訂したフランチェスコ・サンソヴィーノの『ヴェネツィア』（Venetia）といった初期のガイドブックで取り上げられるなど、ある程度の名声を誇っていた。1670年、ヴェロネーゼが制作した主祭壇画『聖カタリナの神秘の結婚』（Matrimonio mistico di santa Caterina1, アカデミア美術館所蔵）を売却するようサンタ・カテリーナ教会を説得することができなかったトスカーナ大公コジモ3世・デ・メディチの代理人は、サン・シルベストロ教会が所有する作品を売却するように教会員全員に賄賂を贈ろうとしたが、2年後に失敗した。

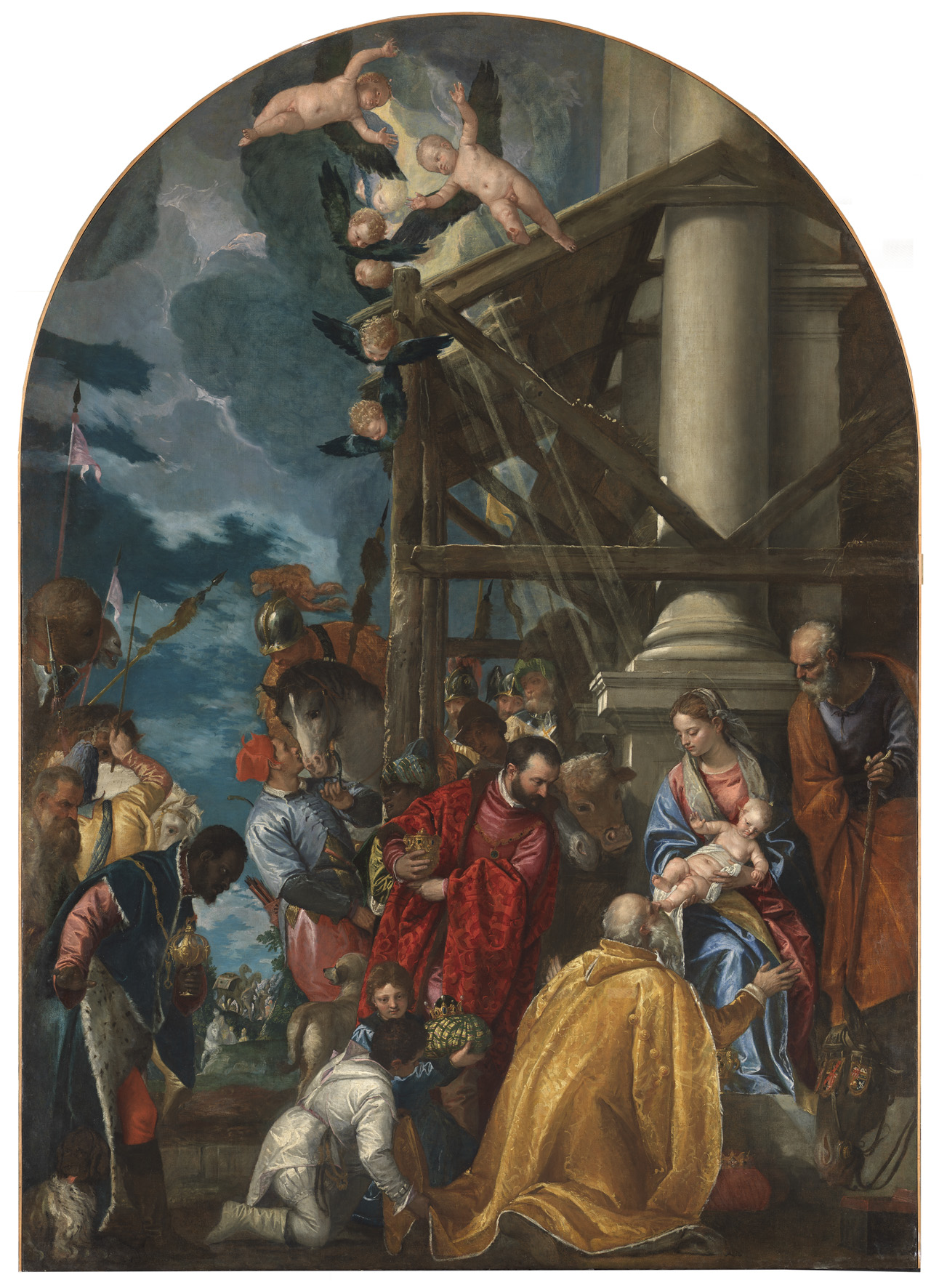
1573年のサンタ・コローナ教会のバージョン。

1820年にサン・シルベストロ教会の建築を支える骨組みが部分的に崩壊したのち、教会の大部分を再建することが決定された。現在の内装は完全に19世紀のもので、注意深く観察すると、どのようにして再建資金が枯渇し、絵画とともにレリーフや大理石が元の位置に戻されたかが明らかになる。工事は1836年に始まり、絵画は翌1837年から折り畳むか丸められて教会に保管された。教会が再奉献されたのは1850年であった。ファサードは1909年に完成したが、鐘楼や鐘は14世紀のものである。ところが新しい身廊は祭壇が大幅に減り、ヴェロネーゼのような大画面の絵画を飾るスペースは残されていなかった。これが原因で絵画は売却されることになったが、ニコラス・ペニーによると、再建後になって当初予定されていた絵画の再設置が不可能であることに気づいたという「公式の話」はあり得ないことであり、おそらく絵画を売却して資金を得ることは最初から計画の一部であった。
絵画は1855年9月1日にヴェネツィアの美術商アンジェロ・トッフォリ（Angelo Toffoli）によって教会から購入された。売却を許可する教皇令と当時ヴェネツィアを統治していたオーストリア当局からの輸出許可を入手する必要があったために売却が遅れた。トッフォリは翌月それをパリに送り、そこでフランス・ロスチャイルド家のジェームズ・メイヤー・ド・ロスチャイルド男爵かあるいは別の収集家に売却するつもりだったようである。しかし、新しくナショナル・ギャラリーの館長に就任したチャールズ・ロック・イーストレイク卿はこれを聞き、おそらく実物を見たことがないままトッフォリから購入した。トッフォリには11月24日に1,977ポンドが支払われ、11月29日までにロンドンに到着した。絵画には元の額縁はなく、現在は絵画が美術館に1856年2月1日に展示される前にウォーダー・ストリートで制作されたものに収められている。絵画はそれ以来常設展示されており、現在は美術館の9号室に展示されている。

## 修復
塗装の状態は概ね良好であるが、サン・シルベストロ教会で折り畳まれるか丸められた状態に置かれてからナショナル・ギャラリーに収蔵されるまでのほぼ20年の間に、垂直方向の折り目に沿って局所的な絵具の損失が発生し、美術商トッフォリに売却するため広範囲に塗り直された。1856年にナショナル・ギャラリーに収蔵された際に「余分な塗り直し」は除去された。18世紀に教会を訪れたある人物は、おそらく汚れや変色したワニスのせいで、磨耗して見えにくいと描写した。さらに1891年、1934年、1957年に洗浄された。2012年から2013年にかけて「完全な洗浄と修復、および張り替え」が行われた。その際の調査では、ヴェロネーゼ自身の筆がこれまで考えられていた以上に主要人物の様々な中に明らかに確認できることが示唆された。

## ギャラリー
パオロ・ヴェロネーゼの他のバージョン

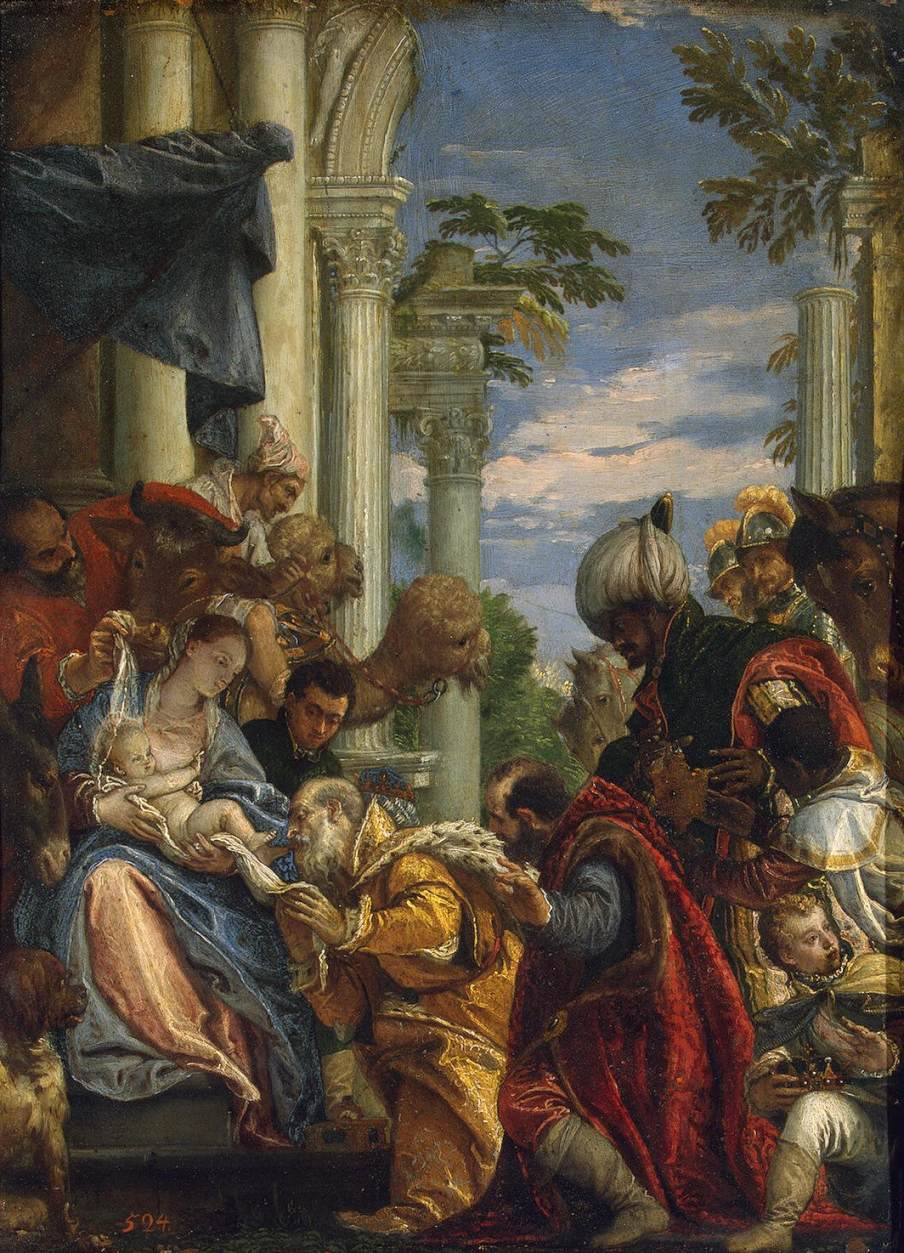
『東方三博士の礼拝』1570年代 エルミタージュ美術館所蔵
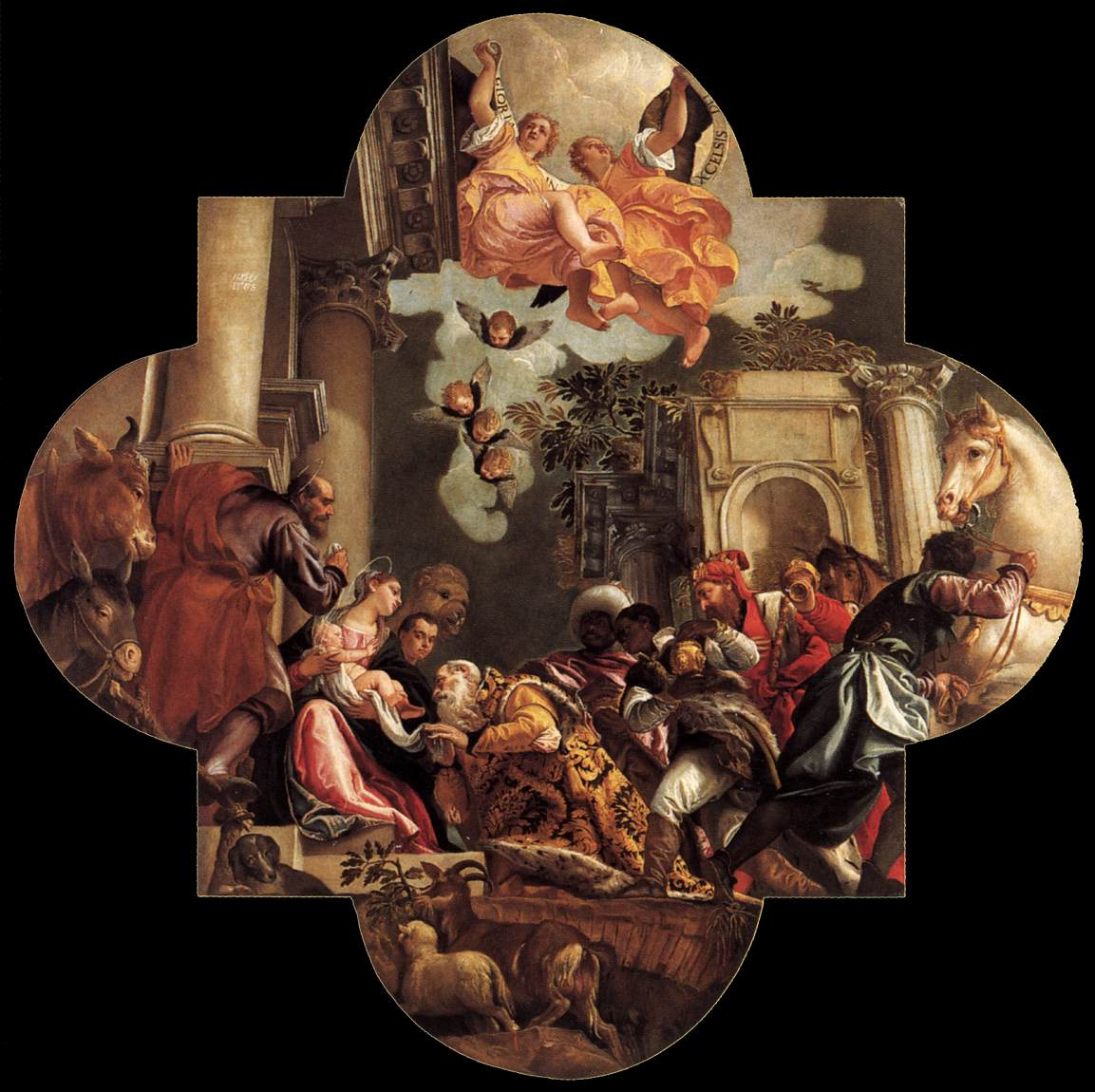
『東方三博士の礼拝』1582年 サンティ・ジョヴァンニ・エ・パオロ聖堂所蔵
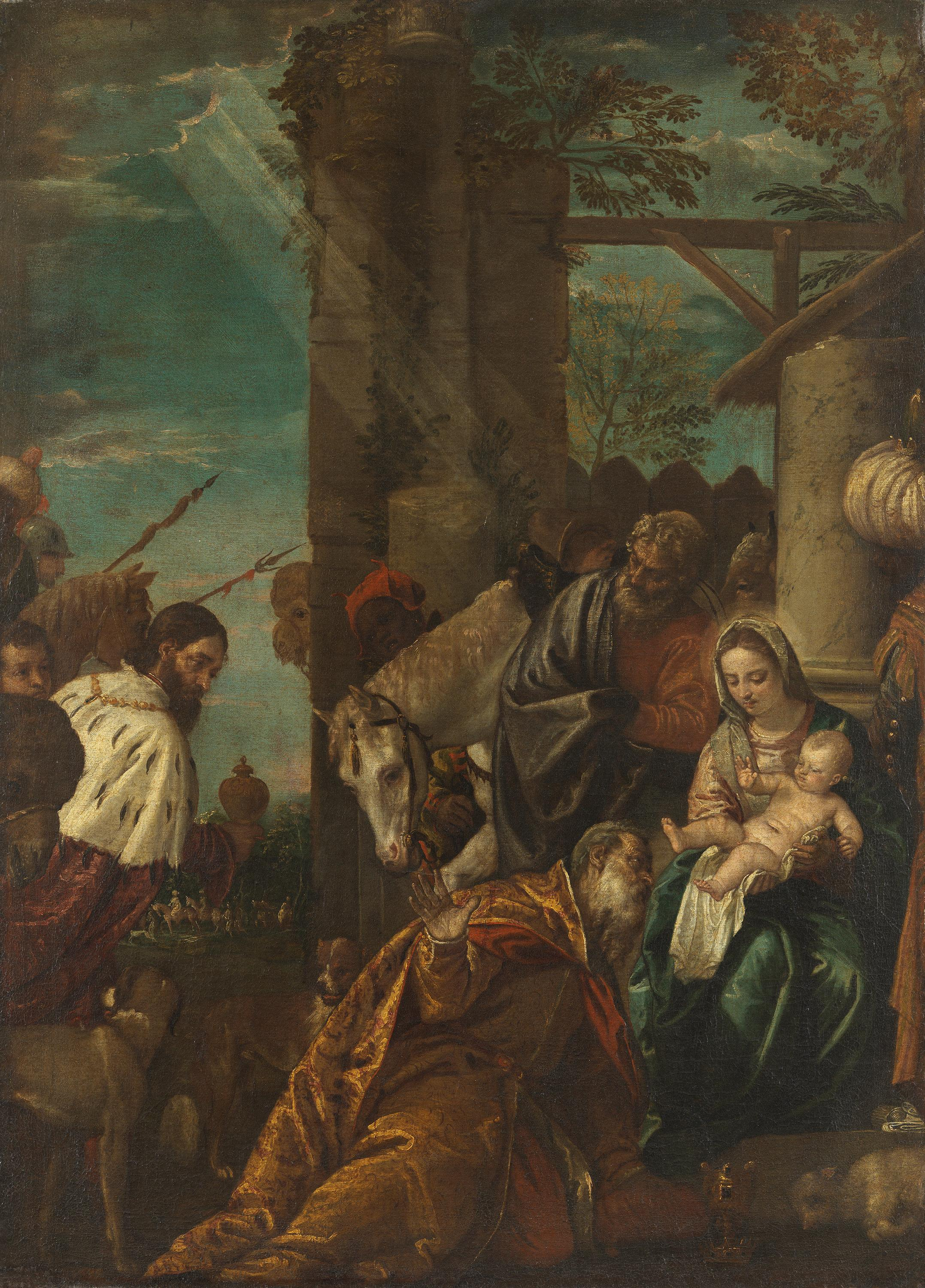
『東方三博士の礼拝』1528年-1588年 バイエルン州立絵画コレクション（英語版）所蔵
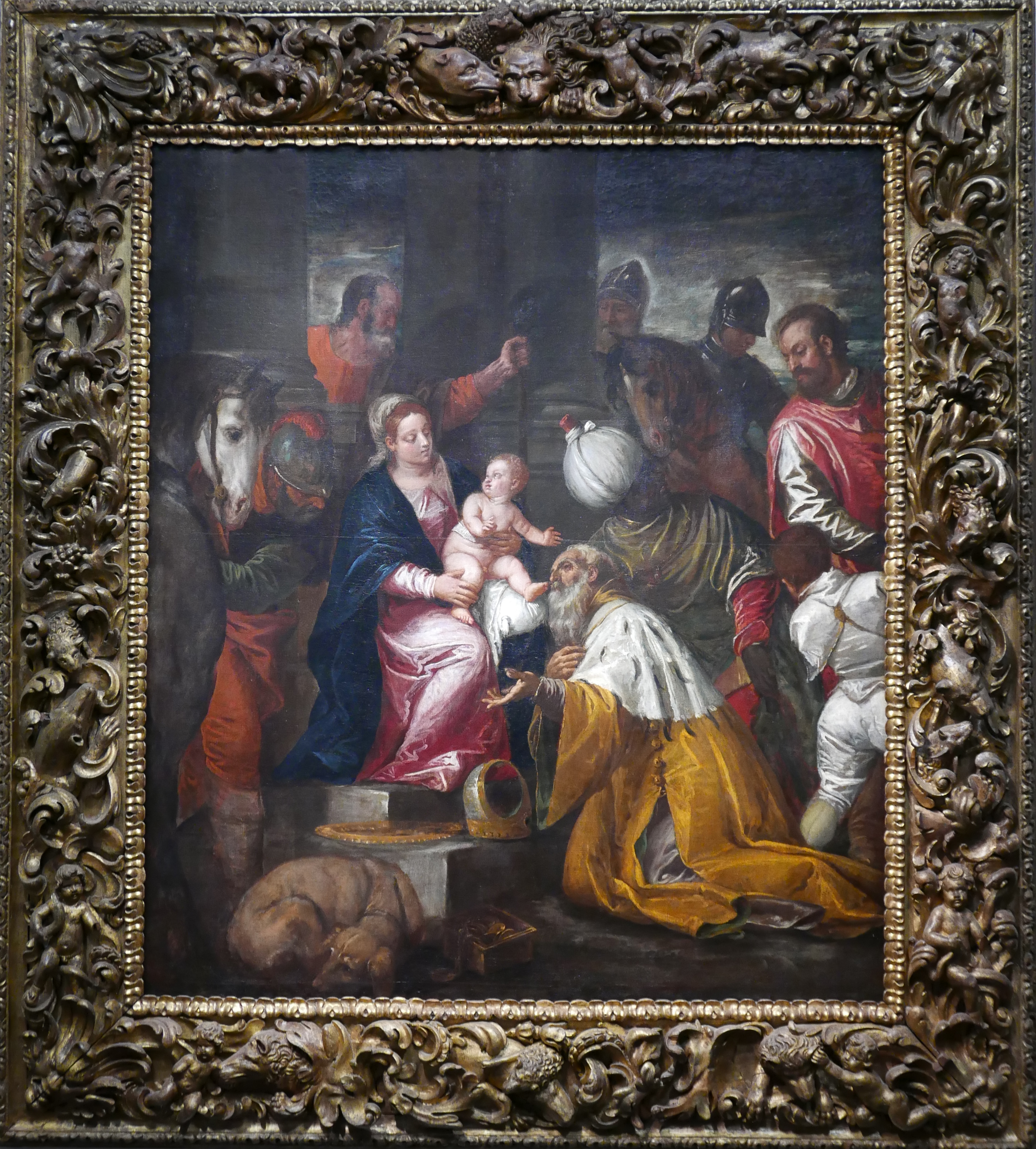
工房作『東方三博士の礼拝』16世紀 チーニ・コレクション（Cini collection）

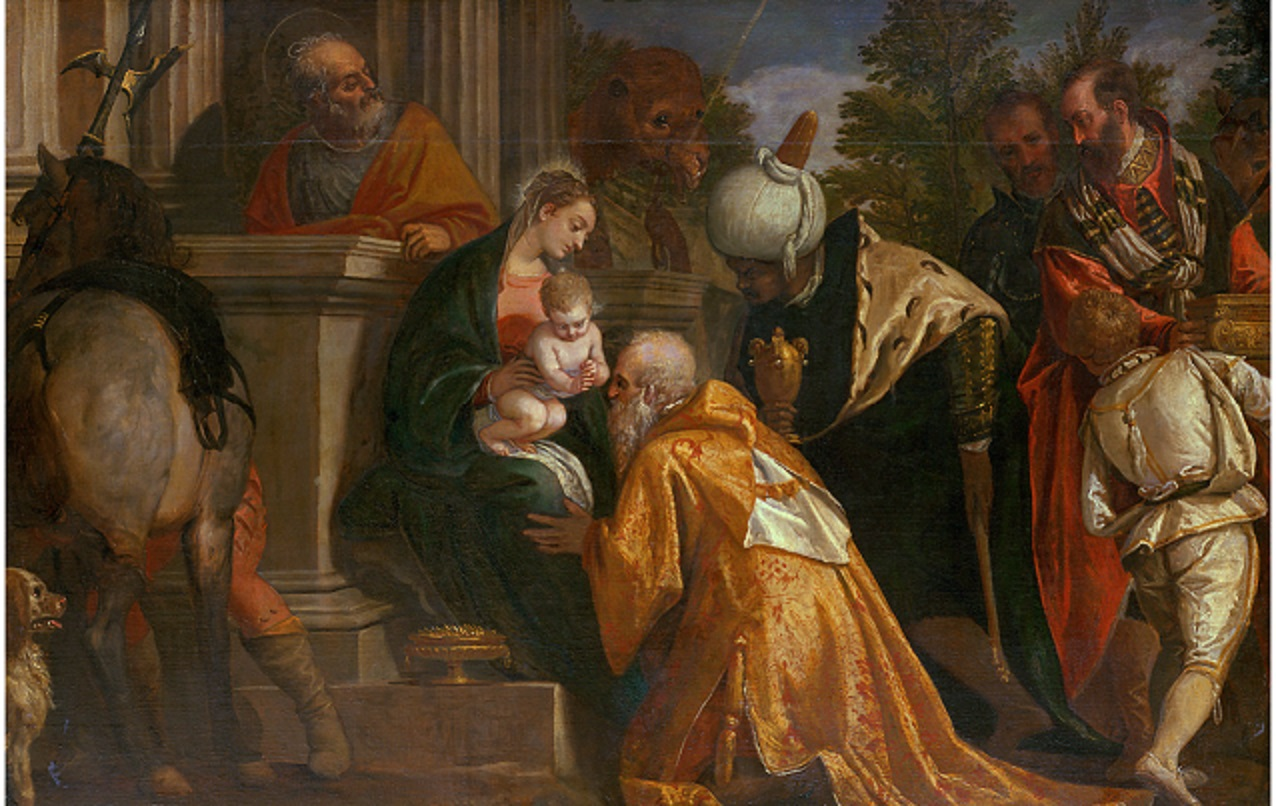
『東方三博士の礼拝』1580年-1588年頃 美術史美術館所蔵
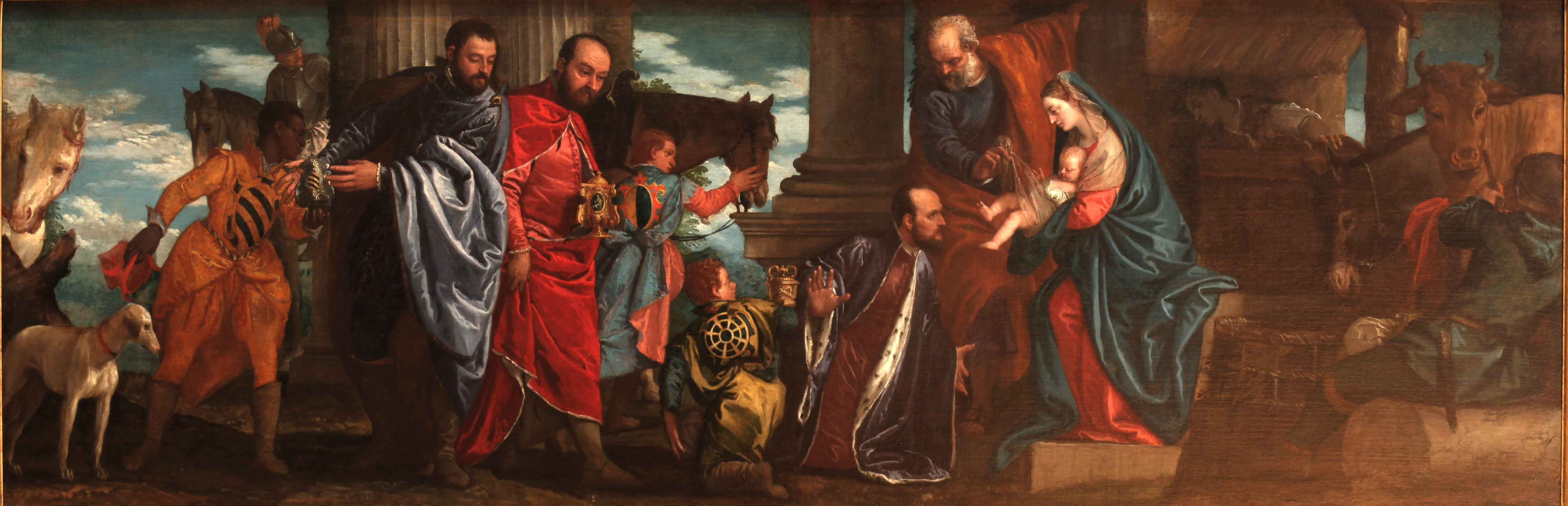
『東方三博士の礼拝』16世紀 リヨン美術館所蔵
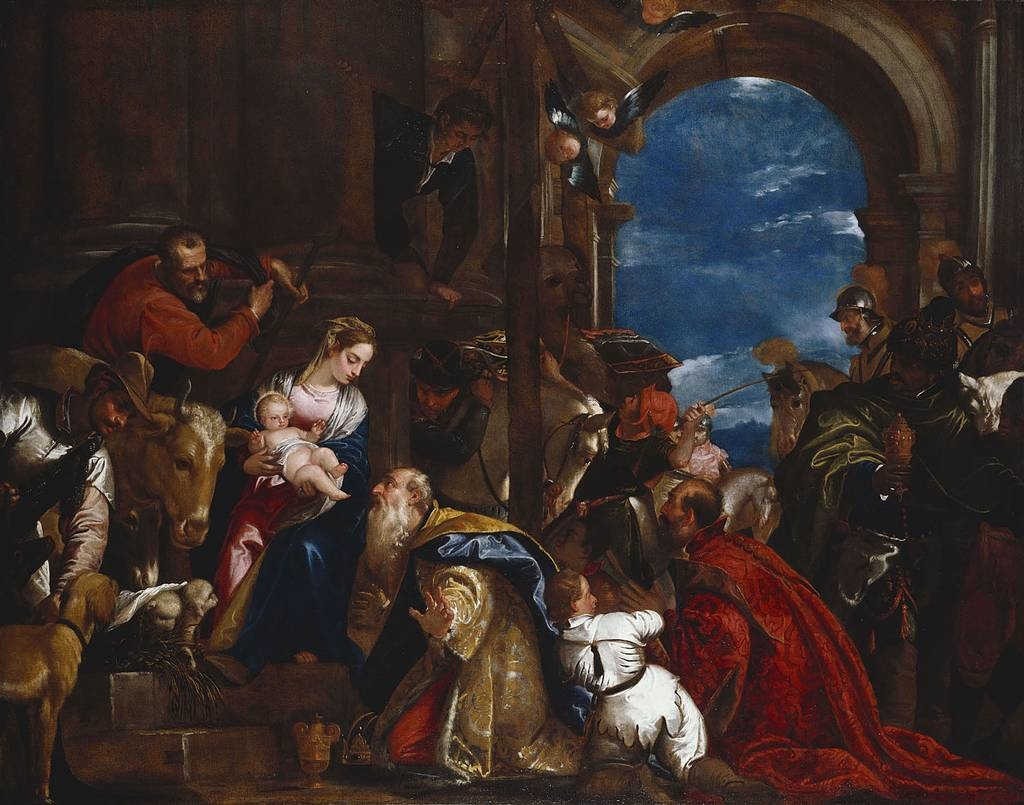
工房作『東方三博士の礼拝』1573年-1666年頃 ロイヤル・コレクション所蔵